# 近畿地方の乗合バス事業者
近畿地方の乗合バス事業者（きんきちほうののりあいバスじぎょうしゃ）は、近畿地方で乗合バス事業を営む（または、過去に営んでいた）事業者の一覧。
1. 営業エリアとしている都道府県に掲載する。なお、その府県に数箇所しか停留所が存在しない場合には割愛する。
2. 高速バス・リムジンバス事業者においては、本社と停留所のある府県に記載する。
3. 本社のみが存在し、かつ停留所が無い場合は、本社所在のある府県にその事業者は記載される。
4. 当一覧の掲載対象とする事業者は、以下の通りとする。
  1. 道路運送法第4条許可による「一般乗合旅客自動車運送事業」を行う事業者
  2. 2006年10月の道路運送法改正以前に21条許可による貸切代替バス（いわゆる21条バス）運行を行っていて、改正後も運行を続けている、いわゆる「みなし4条」事業者

  - 以下の事業者は、掲載対象外とする。

  1. 自家用自動車（白ナンバー車）による有償運送での運行事業者
    - 80条バス運行事業者については、80条バス運行事業者一覧に記載すること。

  2. 乗合タクシー（乗車定員10名以下）のみを運行する事業者
    - 乗合タクシー運行事業者については、日本の乗合タクシー運行事業者一覧に記載すること。
5. ▲印は会社事情（倒産・廃業・経営譲渡・吸収合併・民間移譲など）によりバス事業を終了した事業者
6. ★印はPiTaPa、ICOCA対応事業者（一部路線のみの対応を含む）

## 滋賀県
- 京阪グループ
  - 江若交通★
  - 京阪バス★
- 近江鉄道★
  - 湖国バス★
- 帝産湖南交通
  - ▲帝産観光バス滋賀 （2017年帝産湖南交通に吸収合併）
- ▲滋賀交通 （2009年に滋賀バスに移管）
  - 滋賀バス
- シガ・エージェントシステム：甲賀市コミュニティバス
- 西日本ジェイアールバス★
- 彦根観光バス
- 余呉バス

## 京都府
- 京都市交通局★
- 京阪グループ
  - 京都バス★
  - 京阪バス★
    - ▲京阪宇治交通（2006年京阪バスに吸収合併）
    - ▲京阪宇治交通田辺（2006年京阪バスに吸収合併）

  - 京都京阪バス★
    - ▲京阪宇治交サービス（2006年京阪宇治バスに事業譲渡）
    - ▲京阪シティバス（2014年京阪宇治バスより社名変更した京都京阪バスに吸収合併）

  - 京阪京都交通★
- 京都交通
  - ▲（旧）京都交通（2005年倒産、事業は京阪京都交通及び現在の京都交通に譲渡）
- 近鉄グループ
  - 近鉄バス★
  - 奈良交通★
- 阪急阪神東宝グループ
  - 阪急バス★
    - 阪急観光バス（高速バス・リムジンバスのみ）★
      - ▲（旧）阪急観光バス（高速バスのみ、2022年7月1日付で大阪空港交通より社名変更した（現）阪急観光バスに吸収合併）

  - 丹後海陸交通
- ▲加悦フェローライン（2009年カヤ興産に事業譲渡（路線バス事業撤退）、路線は丹後海陸交通が運行）
- ケイルック★
- ヤサカバス★
- プリンセスライン
- 西日本ジェイアールバス★
- 中京交通：南丹市コミュニティバス
- 関西丸和ロジスティクス：綾部市コミュニティバス
- ウイング：木津川市コミュニティバス
- 明星観光バス：スカイバスが一般乗合旅客自動車運送業として登録されている。
- 関西空港交通★（リムジンバスのみ）
- 山一サービス（高速バスのみ）
- 日本高速バス：京都営業所（高速バスのみ）
- 京都観光バス（高速バスのみ）

## 大阪府
- 大阪シティバス★
  - ▲大阪市交通局★（2018年大阪シティバスに移管）
- 大阪市高速電気軌道★（BRTのみ）
- 大阪バス★
- 北港観光バス
- 高槻市交通部★
- 京阪バス★
  - ▲京阪宇治交通（2006年京阪バスに吸収合併）
  - ▲京阪宇治交通田辺（2006年京阪バスに吸収合併）
- 阪急阪神東宝グループ
  - 阪急バス★
    - 阪急観光バス（高速バス・リムジンバスのみ）★
      - ▲（旧）阪急観光バス（高速バスのみ、2022年7月1日付で大阪空港交通より社名変更した（現）阪急観光バスに吸収合併）

  - 阪神バス（高速バス・リムジンバスのみ）★
- 近鉄グループ
  - 近鉄バス★
  - 奈良交通★
  - 明光バス：大阪営業所（高速バスのみ）
- ▲金剛自動車：金剛バス（2023年12月20日付で路線バス事業を廃止し廃業）
- 南海グループ
  - 南海バス★
    - 南海ウイングバス★
      - ▲南海ウイングバス金岡★（2022年4月に南海ウイングバス南部に吸収合併）

  - 和歌山バス（高速バスのみ）
    - 和歌山バス那賀★

  - 関西空港交通★
- 岸和田観光バス
- 水間鉄道★
- 伊丹市交通局：伊丹市営バス★
- アルピコ交通：大阪支社（高速バスのみ）
- 両備ホールディングス：大阪営業所（高速バスのみ）
- 西日本ジェイアールバス（高速バスのみ）
- 神姫観光バス：大阪支店（高速バスのみ）
- 日本交通 (大阪府)（高速バス・リムジンバスのみ）
  - ▲日交シティバス（高速バスのみ、2013年 - 2015年の間に、日本交通 (神戸市)に移管）
- WILLER EXPRESS：大阪営業所（高速バスのみ）
  - ▲WILLER EXPRESS西日本（2018年8月WILLER EXPRESSグループ各社と合併）
  - 大阪さやま交通（高速バスのみ）
  - 日本高速バス（高速バスのみ）
- ▲中央交通バス（高速バスのみ、2019年4月路線バス事業から撤退）
- 平成エンタープライズ：大阪営業所（高速バスのみ）
  - 平成コミュニティバス：大阪営業所（高速バスのみ）
- ユタカ交通（高速バスのみ）
- AT LINER（高速バスのみ）
- ▲あじさい観光（高速バスのみ、2021年1月破産）
- ワールドツアーシステム：アウル交通（高速バスのみ）
- 帝産観光バス（高速バスのみ）

## 兵庫県
- ▲尼崎市交通局（2016年3月20日付で阪神バス・尼崎交通事業振興両社に全面移管）
  - 尼崎交通事業振興★
- 伊丹市交通局★
- 阪急阪神東宝グループ
  - 阪神バス★
  - 神戸六甲鉄道
  - 阪急バス★
    - ▲阪急田園バス★（2019年7月に阪急バスに吸収）
    - 阪急観光バス（高速バス・リムジンバスのみ）★
      - ▲（旧）阪急観光バス（高速バスのみ、2022年7月1日付で大阪空港交通より社名変更した（現）阪急観光バスに吸収合併）

  - 神鉄バス★
- 神戸市交通局★
  - ▲神戸交通振興★（2022年4月1日付で、神姫バスに移管）
- 神戸フェリーバス
- みなと観光バス (神戸市)
- 日本交通 (神戸市)
  - ▲日交シティバス（2013年 - 2015年の間に、日本交通 (神戸市)に移管）
- 本四海峡バス★
- 山陽バス★
- ▲明石市交通部（2012年3月17日付で、山陽バス・神姫バス両社へ移管）
- 神姫バス★
  - 神姫ゾーンバス★
  - ウイング神姫★
    - ウエスト神姫★（2022年10月1日付で、神姫グリーンバスより社名変更したウイング神姫に吸収）
- ▲姫路市企業局交通事業部（2010年3月27日付で神姫バスに移管）
- 全但バス
- 淡路交通
  - ▲淡路タクシー（2017年9月30日付で乗合バス事業終了）
- ▲淡路フェリーボート （1997年航路廃止に伴い運行終了）
- みなと観光バス (南あわじ市)
- AT LINER：神戸営業所（高速バスのみ）
- 関西空港交通（リムジンバスのみ）★
- サンシャインエクスプレス（高速バスのみ）
- ジャムジャムエクスプレス：関西営業所（高速バスのみ）
- 西日本ジェイアールバス：神戸営業所（高速バスのみ）★
- ▲はくろタクシー（2019年1月25日をもって乗合バス事業終了）

## 奈良県
- 奈良交通★
  - エヌシーバス★
- 吉野大峯ケーブル自動車
- 生駒交通：生駒市コミュニティバス
- 南海グループ
  - 南海りんかんバス★
  - 関西空港交通（リムジンバスのみ）★
- 阪急観光バス（リムジンバスのみ）★
- 西日本ジェイアールバス（高速バスのみ）

## 和歌山県
- 南海グループ
  - 和歌山バス★
    - 和歌山バス那賀★

  - 南海りんかんバス★
  - 熊野御坊南海バス
    - ▲御坊南海バス（2020年に熊野交通に吸収合併）

  - 関西空港交通（リムジンバスのみ）★
- ▲有田交通（2023年3月31日をもって海南市コミュニティバス、紀の川市地域巡回バスから撤退）
  - 港タクシー：日高川町コミュニティバス
- 有交紀北：紀の川市地域巡回バス
- 大十バス
- ▲野上電気鉄道（1994年解散・大十バスに路線譲渡）
- 有田鉄道
- 中紀バス
- 龍神自動車
- 近鉄グループ
  - 明光バス★
  - 奈良交通★
  - 三重交通★
    - ▲三交南紀交通（2014年に三重交通に吸収合併）
- ▲すさみ交通（2017年4月1日のすさみ町コミュニティバス運行開始に伴い80条バス運行事業者に移行）
- クリスタル観光バス（高速バスのみ）
- 西日本ジェイアールバス（高速バスのみ）

## 三重県
- 三重交通★
  - 三交伊勢志摩交通★
  - 八風バス★
  - 三重急行自動車★
  - ▲三交南紀交通（2014年2月三重交通に吸収合併）
- 三岐鉄道
- 中日臨海バス：桑名市コミュニティバス
- 青木バス（高速バスのみ）